# Sandra Mina
Sandra Esther Mina Estupiñán – ekwadorska zapaśniczka. Zajęła jedenaste miejsce na mistrzostwach panamerykańskich w 2011. Brązowa medalistka igrzysk Ameryki Południowej w 2010. Mistrzyni Ameryki Południowej w 2009. Srebrna medalistka igrzysk boliwaryjskich w 2009 roku.